# تمرين العاصفة الإلكترونية
تمرين العاصفة الالكترونية (بالإنجليزية: Cyber Storm Exercise)‏ هو عبارة عن تمرين محاكاة يقام كل سنتين تشرف عليه وزارة الأمن الداخلي بالولايات المتحدة، تم إجراء التمرين أول مرة من 6 فبراير إلى 10 فبراير 2006 بهدف اختبار دفاعات الدولة ضد التجسس الرقمي.  استهدفت المحاكاة منظمات الأمن الأمريكية بشكل أساسي، لكن شارك مسؤولون من المملكة المتحدة وكندا وأستراليا ونيوزيلندا أيضًا.

## العاصفة الالكترونية الأولى
تم إجراء تمرين العاصفة الالكترونية الأول من 6 فبراير إلى 10 فبراير 2006 بهدف اختبار دفاعات الدولة ضد التجسس الرقمي.

### محاكاة
محاكاة التمرين لهجوم واسع النطاق على البنية التحتية الرقمية الحيوية مثل الاتصالات والنقل وإنتاج الطاقة. وافترضت المحاكاة سلسلة من الحوادث شملت:
- قطارات واشنطن العاصمة تغلق أبوابها في ظروف غامضة.
- المدونون يكشفون عن مواقع عربات السكك الحديدية التي تحتوي على مواد خطرة.
- إغلاق أبراج مراقبة المطار في فيلادلفيا وشيكاغو في ظروف غامضة.
- طهور سائل غامض في مترو أنفاق لندن.
- ظهور أعداد كبيرة من الأشخاص في قوائم «ممنوع الطيران» فجأة في المطارات في جميع أنحاء البلاد.
- طائرات تحلق بالقرب من البيت الأبيض.
- افتراض تعرض مرافق المياه في لوس أنجلوس للخطر.

### الصعوبات الداخلية
أثناء التمرين، تعرضت أجهزة الكمبيوتر التي تدير المحاكاة للهجوم من قبل المنظمين أنفسهم. تكشف الملفات الخاضعة للرقابة الشديدة التي أصدرت إلى وكالة أسوشيتيد برس أنه في وقت ما أثناء التمرين، أرسل المنظمون بريدًا إلكترونيًا لكل شخص يحمل علامة «هام» إخبار المشاركين في المحاكاة بعدم مهاجمة أجهزة التحكم الخاصة بالتمرين.

### أداء المشاركين
سلط تمرين العاصفة الإلكترونية الضوء على الثغرات وأوجه القصور في الدفاعات السيبرانية للدولة. وجد تقرير تمرين العاصفة الإلكترونية أن المؤسسات التي تتعرض للهجوم واجهت صعوبة في الحصول على الصورة الأكبر وبدلاً من ذلك ركزت على الحوادث الفردية التي تعاملها على أنها «فردية ومنفصلة».  في ضوء الاختبار، أثارت وزارة الأمن الداخلي مخاوف من أن الموارد المتواضعة نسبيًا المخصصة للدفاع الإلكتروني «ستغرق في هجوم حقيقي».

## العاصفة الالكترونية الثانية
كانت العاصفة الالكترونية الثانية عبارة عن تمرين دولي للأمن السيبراني برعاية وزارة الأمن الداخلي الأمريكية في عام 2008. وتركز التمرين لمدة أسبوع في واشنطن العاصمة واختتم في 15 مارس.

## العاصفة الالكترونية الثالثة
كانت العاصفة الالكترونية الثالثة عبارة عن تمرين دولي للأمن السيبراني برعاية وزارة الأمن الداخلي الأمريكية في عام 2010. وكان التمرين الذي استمر لمدة أسبوع متمركزًا في واشنطن العاصمة واختتم في 1 أكتوبر.